# 1716
1716 (MDCCXVI) byl rok, který dle gregoriánského kalendáře započal středou.

## Události
- 5. srpna – V bitvě u Petrovaradína porazila rakouská armáda pod velením Evžena Savojského osmanská vojska.
- 13. října – Císař Karel VI. založil v Jáchymově hornické učiliště.
- Skotský ekonom John Law dal ve Francii do oběhu papírové peníze.
- Pruský král Fridrich Vilém I. daroval ruskému caru Petru I. Velikému jantarovou komnatu.

### Probíhající události
- 1700–1721 – Severní válka
- 1716–1718 – Rakousko-turecká válka

## Narození

### Česko
- 7. března – Josef Stern, malíř († 1. července 1775)
- 21. března – Josef Seger, skladatel, houslista a varhaník († 22. dubna 1782)
- 1. června – Heřman Hannibal Blümegen, katolický biskup († 17. října 1774)
- 26. června – Viktorín Ignác Brixi, skladatel a varhaník († 1. dubna 1803)
- 29. června – Joseph Stepling, astronom, zakladatel klementinské hvězdárny († 11. července 1778)
- 3. července – Michael Antonín z Althannu, rakousko-moravský šlechtic († 1. května 1774)
- 17. července – Emanuel Arnošt z Valdštejna, duchovní, biskup litoměřický († 7. prosince 1789)
- 29. prosince – Jan Ondřej Kayser z Kaysernu, katolický biskup († 5. května 1776)
- neznámé datum – Jan Tomáš Kuzník, básník a skladatel († 13. dubna 1786)

### Svět

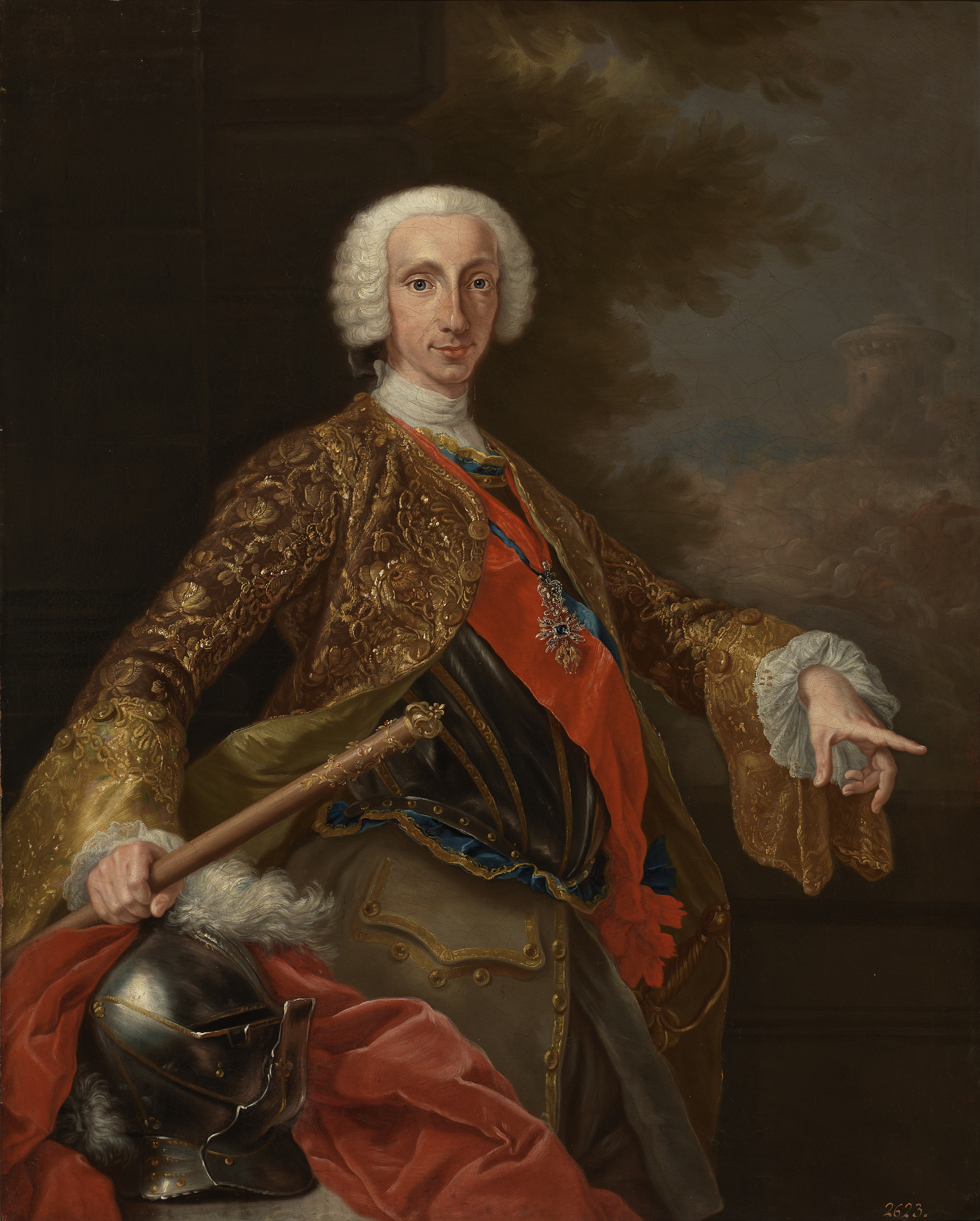
Karel III. Španělský (* 20. ledna)

- 20. ledna – Karel III. Španělský, vévoda z Parmy, král sicilský, neapolský a španělský († 14. prosince 1788)
- 5. března – Nicolò Pacassi, rakouský barokní architekt († 11. listopadu 1790)
- 12. dubna – Felice de Giardini (Degiardino), italský houslista a hudební skladatel († 8. června 1796)
- 18. června – Joseph-Marie Vien, francouzský malíř († 27. března 1809)
- 21. června – Pasquale Bini, italský houslista a hudební skladatel († duben 1770)
- 27. června – Luisa Diana Orleánská, francouzská princezna z Conti († 26. září 1736)
- 26. prosince – Thomas Gray, anglický básník a historik († 30. července 1771)
- neznámé datum
  - Gasparo Portola, španělský cestovatel a koloniální guvernér († 1784)
  - Buson Josa, japonský básník, malíř a kaligraf († 17. ledna 1784)

## Úmrtí

### Česko
- 1. července – Jan Josef Božan, římskokatolický kněz a básník (* 1644)
- 20. července – Bernard Bartlicius, piaristický historik (* 13. února 1646)

### Svět

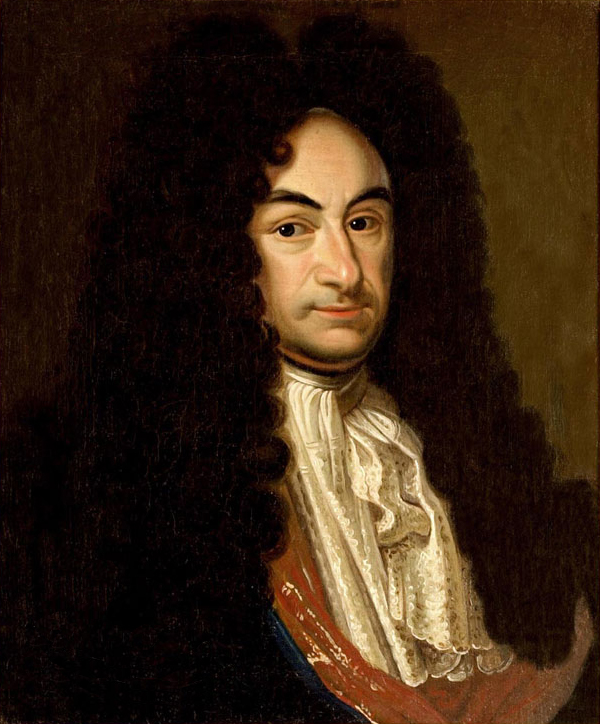
Gottfried Wilhelm Leibniz († 14. listopadu)

- 30. ledna – Marie Kazimíra d’Arquien, polská královna, manželka Jana III. Sobieskiho (* 28. června 1641)
- 23. února – Marie Anna z Thun-Hohensteinu, kněžna z Lichtenštejna (* 27. listopadu 1698)
- 15. dubna – Anna Spencerová, anglická šlechtična a hraběnka ze Sunderlandu (* 27. února 1683)
- 28. dubna – Ludvík z Montfortu, francouzský katolický kněz, kazatel a světec (* 1673)
- 8. června – Jan Vilém Falcký, vévoda jülišský a bergský, kurfiřt (* 19. dubna 1658)
- 3. července – Filip Zikmund z Ditrichštejna, rakousko-český šlechtic (* 9. března 1651)
- 15. července – Gaetano Veneziano, italský hudební skladatel a pedagog (* ? 1665)
- 1. října – Giovanni Battista Bassani, italský houslista, varhaník a hudební skladatel (* okolo 1650)
- 14. listopadu – Gottfried Wilhelm Leibniz, německý filozof, historik a matematik (* 1. června 1646)
- 15. listopadu – François Louis de Rousselet Châteaurenault, francouzský admirál (* 22. září 1637)
- 31. prosince – Marfa Matvejevna Apraksina, ruská carevna, manželka Fjodora III. Alexejeviče (* 1664)

## Hlavy států
- Dánsko-Norsko – Frederik IV. (1699–1730)
- Francie – Ludvík XV. (1715–1774)
- Habsburská monarchie – Karel VI. (1711–1740)
- Osmanská říše – Ahmed III. (1703–1730)
- Polsko – August II. (1709–1733)
- Portugalsko – Jan V. (1706–1750)
- Prusko – Fridrich Vilém I. (1713–1740)
- Rusko – Petr I. (1682–1725)
- Španělsko – Filip V. (1700–1724)
- Švédsko – Karel XII. (1697–1718)
- Velká Británie – Jiří I. (1714–1727)
- Papež – Klement XI. (1700–1721)
- Japonsko – Nakamikado (1709–1735)
- Perská říše – Husajn Šáh (1694–1722)